# Tetraplasandra waialealae
Tetraplasandra waialealae là một loài thực vật có hoa trong Họ Cuồng cuồng. Loài này được Rock miêu tả khoa học đầu tiên năm 1911.